# 广州市胸科医院

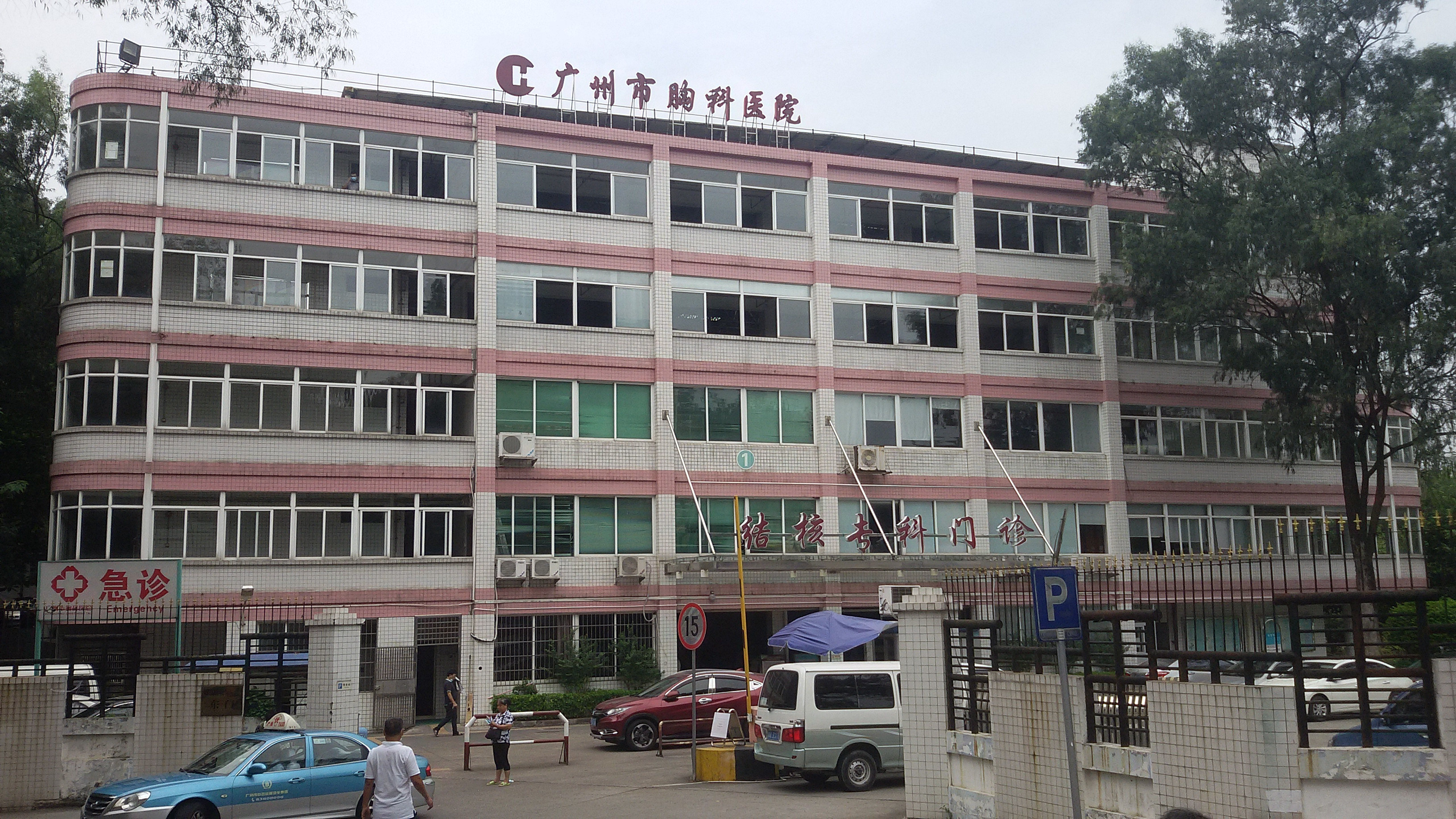
广州市胸科医院东门（摄于2016年9月）

廣州市胸科醫院，创建于1953年，位于广东省广州市越秀区登峰街道横枝岗路62号（白雲山麓），是廣州地區數所高等医学院校的教学、科研和临床基地，並与多個国家和地区建立了长期学术交流和合作关系，具有医疗、预防、教学与科研等多種功能，擁有新一代16排螺旋CT、DR、CR、移动式C臂X光机等各种先进的医疗设备。同時醫院作為广州市结核病防治所组织市內各區市結防機構实施广州市结核病預防與治療的監督、培訓工作。廣州市胸科醫院是公立三級專科醫院。

## 科室[3]
- 重症結核科
- 肺結核科
- 肺外結核科
- 呼吸/腫瘤科
- 外科
- 藥劑科
- 醫學檢驗科
- 肺部疾病研究所
- 影像檢查科
- 預防保健科
- 結防所一分所
- 結防所二、三分所
- 門診部

### 綜合門診[4]

#### 醫療信息
- 专业技术人员39人
- 主任医师：4名
- 副主任医师：20名
- 主治医师：9名
- 护士：7名（其中中级职称 2 人）

#### 科室
- 內科
- 兒科
- 外科
- 婦科
- 五官科
- 皮膚科
- 中醫科
- 口腔科
- 治療室

## 下屬機構[1][3]
- 結核病防治所一分所
- 結核病防治所二分所
- 結核病防治所三分所
- 肺部疾病研究所

## 交通

### 廣州市胸科醫院
地鐵：
- 地鐵十一號線：云台花园站

巴士：
- 市胸科醫院站：184
- 省第二中醫院站：109、110、111、184、245、297、546、547、706、夜56
- 恒福路總站：10、247
- 省藝博院站：旅遊1、63、夜52

### 一分所
地鐵：
- 地鐵二號線：紀念堂站

巴士：
- 廣醫站①：103、105、109、186、204、229、253、261、276、283、297、2、305、518、549、555、556、83、B3C、B3、高峰14、高峰30
- 廣醫站②：12、133、181、215、253、261、276、283、293、29、2、38、518、555、556、62、80、823、83、B3A、B3B、B3、高峰23、高峰30
- 盤福路站：103、105、109、185、265、273、284、42、528、549、556、58、5、74、7、85、旅遊1

### 二分所
地鐵：
- 地鐵二號線：中大站

巴士：
- 中山大學站：14、184、188、190、197、206、208、211、226、250、263、264、270、53、565、69、80、823、88、93、B9、大學城3
- 中山大學站①：14、184、190、206、226、250、264、270、69、93、大學城3
- 中山大學站②：188、197、208、211、263、53、565、80、823、88、B9